# 我愛你、不要臉
我愛你、不要臉是一個多人進行（至少三人以上）的團體遊戲，由一群人坐著進行，而名稱中的「我愛你」和「不要臉」也是遊戲中會說的二句話，需依照規則說這二句話，不依照規則或是說其他話若干次的算輸。
我愛你、不要臉常用在台灣的青少年活動或是一群男女生互相認識的聯誼活動中，在活動中有時會特意設計讓男生和女生間隔著坐，增加遊戲的趣味性。

## 玩法
我愛你、不要臉的遊戲方式是一群人圍圈坐下，先規定規則，例如只能向左邊的人說「我愛你」，向右邊的人說「不要臉」，然後指定由某一個人開始，他可以選擇向左邊的人說「我愛你」，或和右邊的人說「不要臉」，假設他向左邊的人說「我愛你」，左邊的人可以回應他「不要臉」，也可以向再左邊的人說「我愛你」……。
若未依照規則者說話者算輸，包括說了「我愛你」或是「不要臉」以外的話（例如「我也愛你」），或是未依規則說話（如右邊的人對此人說「我愛你」時，也向右邊的人回應「我愛你」），一般遊戲節奏會越來越快，也比較容易出錯。
也有些規則會明定兩個人「我愛你」及「不要臉」的對話不得超過幾次，超過的也視為不符合規則。